# Meli-Lupi

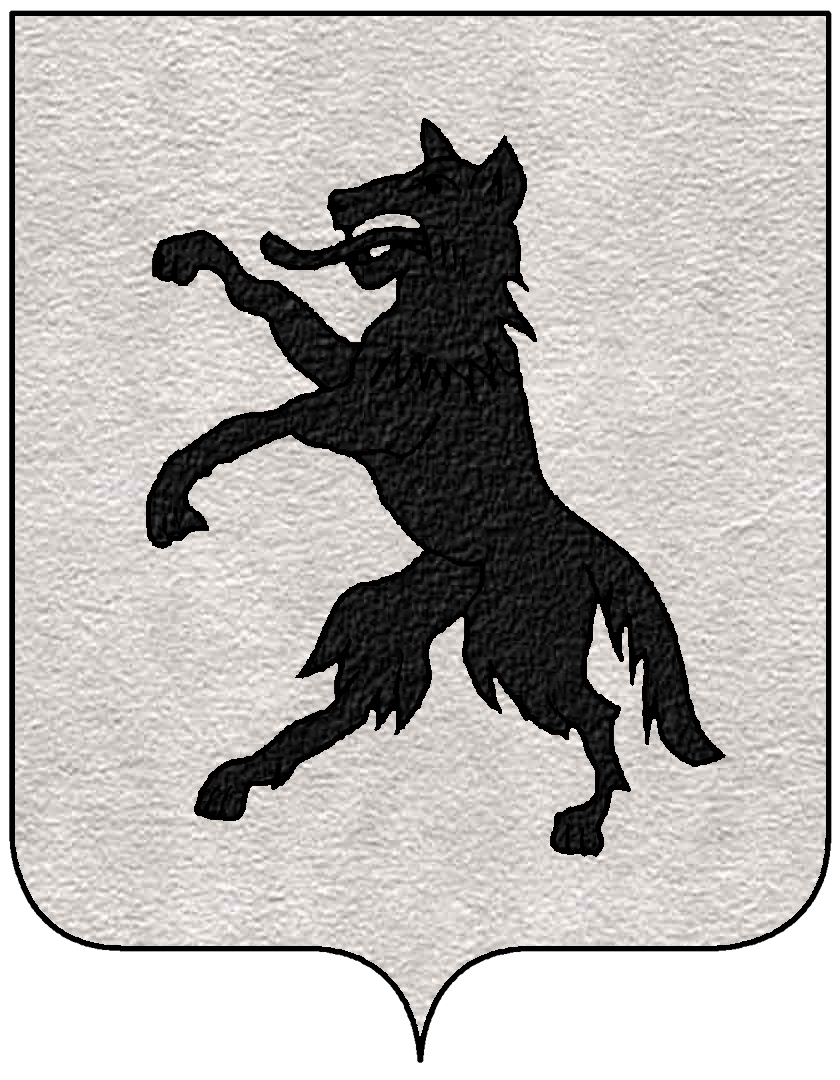
Wappen der Lupi

Meli-Lupi ist der Name eines bis heute blühenden italienischen Adelsgeschlechts, das als Fürstenhaus dem Hochadel angehört. 

## Geschichte

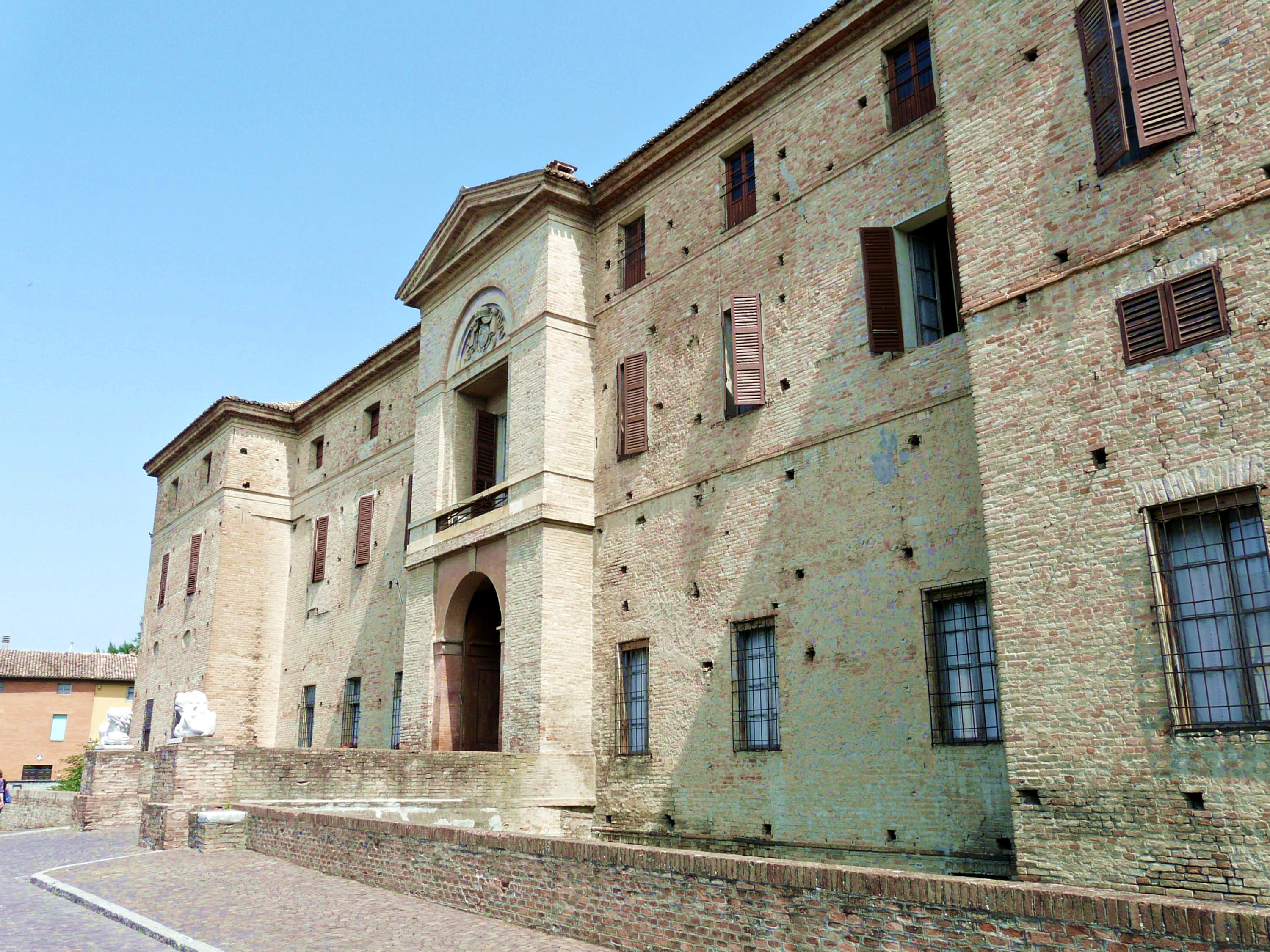
Schloss der Meli-Lupi in Soragna

Die Familie Lupi (italienisch „die Wölfe“, nach ihrem Wappensymbol) hatte seit 1198 die Herrschaft Soragna in der Provinz Parma in der Emilia-Romagna inne. Sie gelten als Nachfahren der Otbertiner (ital.: Obertenghi). 1347 wurden sie vom römisch-deutschen König Karl IV. zu Markgrafen (Marchesi) erhoben. Die Familie stellte Podestàs in zahlreichen Städten Nord- und Mittelitaliens. Mit der Annexion Parmas durch das Herzogtum Mailand unter den Visconti im 14. Jahrhundert wurden die Lupi zeitweise aus Soragna vertrieben. Die Grablege der Lupi ist die 1377 von Raimondino Lupi erbaute Kirche Oratorio di San Giorgio in Padua.
Marchese Diofebo Lupi setzte 1513 den Sohn seiner Schwester Caterina, Giampaolo I. Meli (1508–1539), als seinen Erben ein. Die Familie Meli stammt aus Cremona und war seit 1499 in das Patriziat der Republik Venedig aufgenommen. Durch kaiserliches Diplom Karls V., erteilt zu Mantua am 24. Oktober 1513, wurde Giampaolo Meli mit der Markgrafschaft Soragna belehnt und mit dem Namen Meli-Lupi in den Adel Reichsitaliens (als Teil des Heiligen Römischen Reichs) aufgenommen.
Kaiser Joseph I. erhob am 4. August 1709 den Marchese Giampaolo Maria Meli Lupi zum erblichen Reichsfürsten (mit der Anrede Durchlaucht). Nach dessen Tode 1729 ging der Titel mit kaiserlicher Bestätigung von 1731 auf seinen Bruder Niccolò und dessen Nachfahren über. Heutiges Familienoberhaupt ist Don Diofebo VI. Meli-Lupi, Principe di Soragna, dem auch die Burg in Soragna gehört. 
Eine jüngere Linie sind die Marchesi Meli Lupi di Soragna Tarasconi, die 1857 durch den Grafen Luigi Tarasconi zu Universalerben eingesetzt wurden und dadurch bis heute die Villa Meli Lupi in Vigatto, einem Stadtteil von Parma, besitzen.

## Wappen

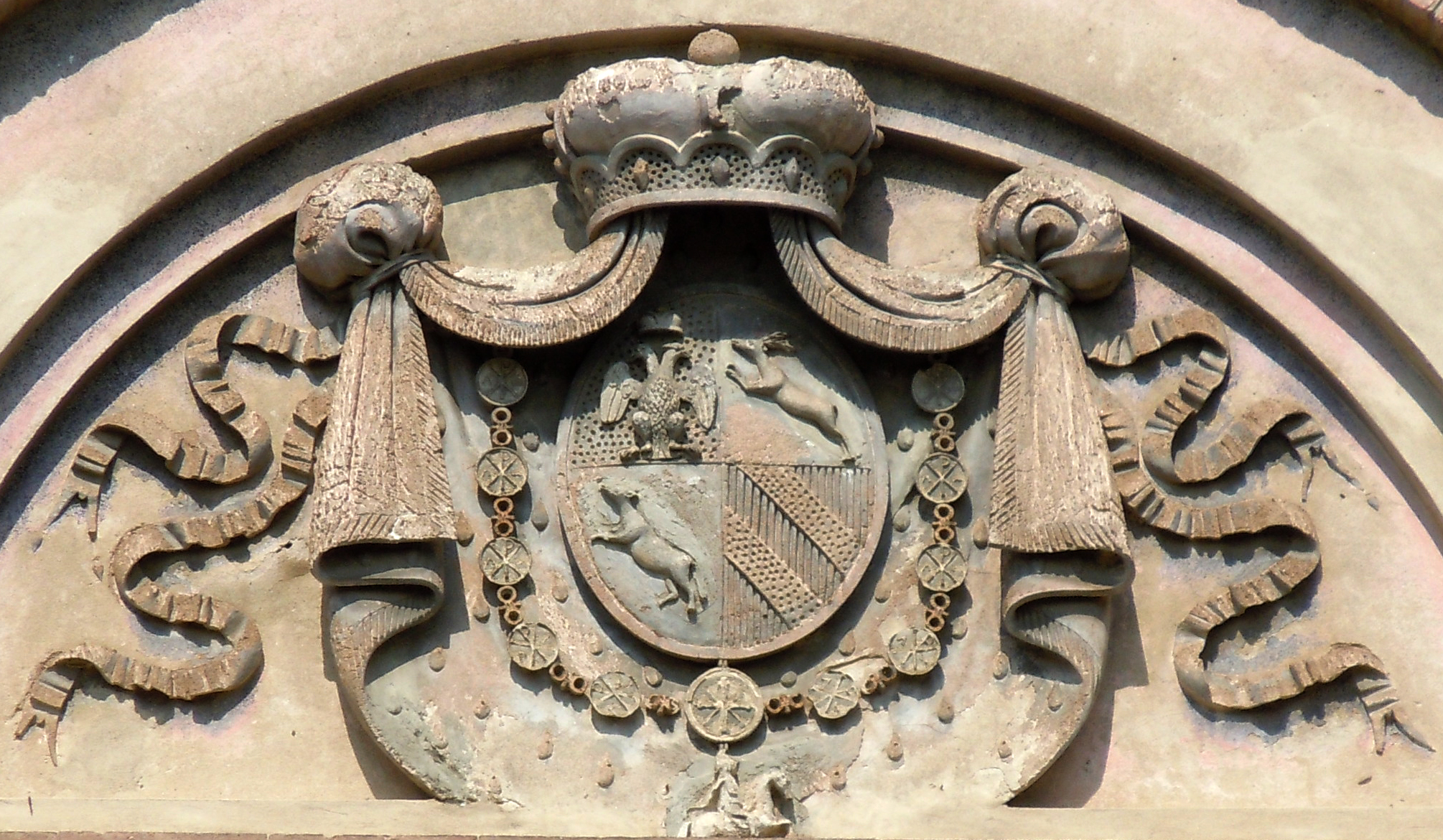
Wappen der Fürsten Meli-Lupi am Schloss Soragna

Giampaolo I. Meli (1508–1539) wurde durch kaiserliches Diplom Karls V. vom 24. Oktober 1513 gestattet, das Wappen der Lupi (schwarzer Wolf mit roten Klauen und roter Zunge auf silbernem Schild) anzunehmen und darüber den kaiserlichen Reichsadler zu setzen. Das fürstliche Wappen von 1709 vereinigte die Wappen der Lupi und Meli: 1. Feld der Reichsadler, 2. Feld in Silber ein springender Hirsch (Meli), 3. Feld Wappen der Lupi, 4. Feld drei rote Schrägstreifen auf goldenem Grund als Zeichen der Patrizier von Venedig.

## Bekannte Familienmitglieder
- Bonifacio Lupi (Soragna 1316 – Padua 1390), Condottiere
- Raimondo Lupi (1409–1484), Jurist und Diplomat
- Gianfilippo Meli, Berater von Francesco Sforza
- Gianbattista I. Meli-Lupi († 1543), Condottiere und 1. Marchese di Soragna
- Gianpaolo Meli Lupi (1506–1543), Condottiere und 2. Marchese di Soragna
- Diofebo II. Meli Lupi (1532–1591), Condottiere und 3. Marchese di Soragna
- Giampaolo III. Meli Lupi (1571–1649), 3. Marchese di Soragna, Condottiere im Dienst des Alessandro Farnese (1545–1592)
- Diofebo III. Meli Lupi (1601–1681), Condottiere und 5. Marchese di Soragna, Schriftsteller
- Giampaolo Maria Meli Lupi, 1709 1. Fürst von Soragna
- Niccolò Meli Lupi (1666–1748), 2. Fürst von Soragna